# Ярошевич, Дмитрий Климентьевич
Дми́трий Климе́нтьевич Яроше́вич — советский военачальник, вице-адмирал.

## Биография
Родился в 1911 году в селе Каахка. Член КПСС с 1939 года.
С 1932 года — на военной службе, общественной и политической работе. В 1932—1966 гг. — курсант ВМУ имени Фрунзе, командир БЧ, штурман, командир ряда подводных лодок, участник советско-финской войны, участник Великой Отечественной войны, командир подводной лодки «Щ-310», командир ЭМ «Проворный», 1-го ДЭМ, КРЛ «Чкалов» 4-го ВМФ, начальник штаба 50-й дивизии КР ЧФ, начальник штаба эскадры Балтийского флота, командир эскадрой 4-го ВМФ Балтийского флота, командующий Камчатской военной флотилией, начальник штаба Тихоокеанского флота.
Делегат XXII съезда КПСС.
Умер в Ленинграде в 1966 году. Похоронен на Богословском кладбище.

Могила Ярошевича на Богословском кладбище Санкт-Петербурга.